# Lucy (Bauwerk)

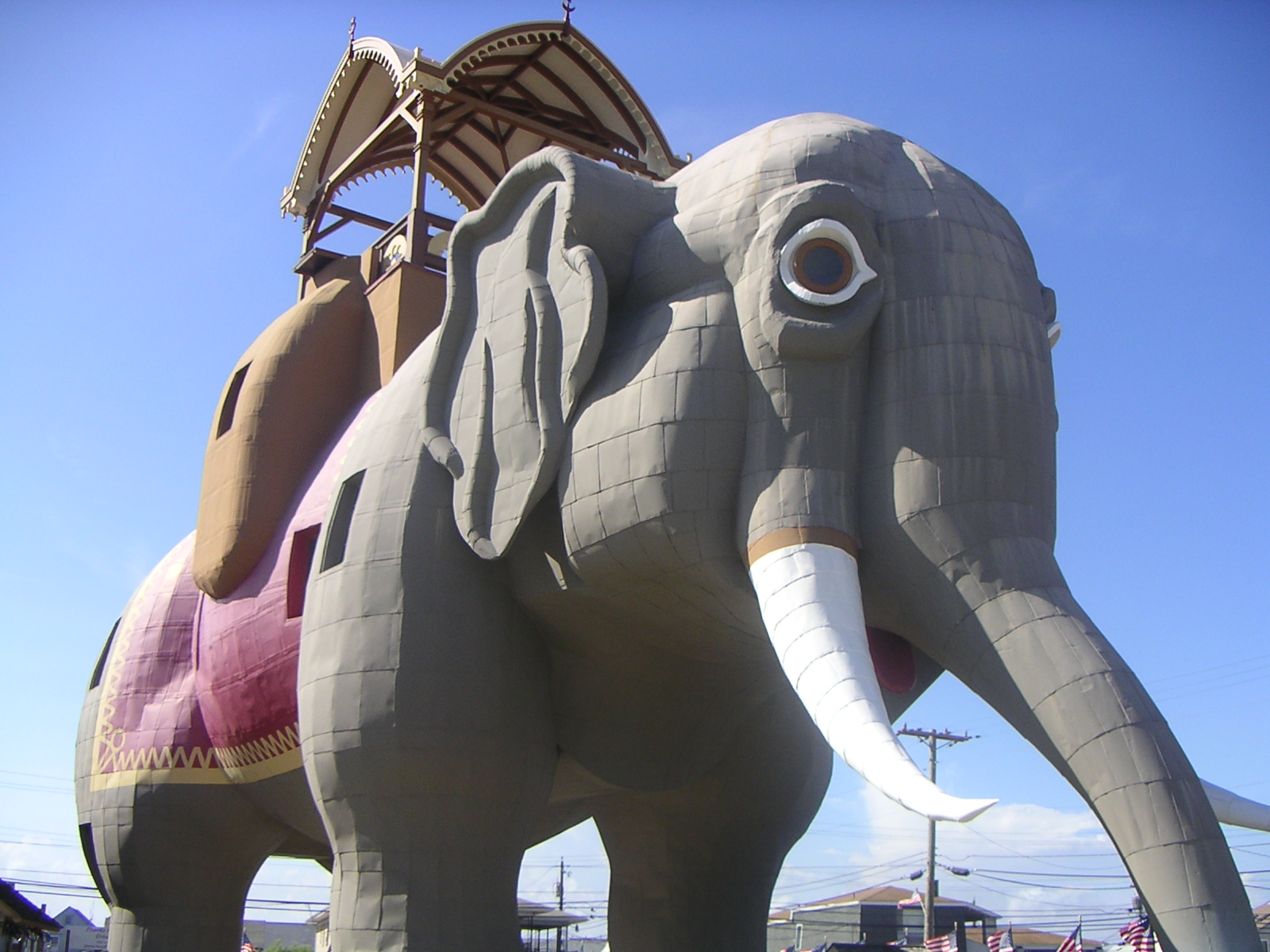
Lucy 2004

Lucy ist ein Bauwerk in der Gestalt eines Elefanten in Margate City im Atlantic County, New Jersey, USA. Sie ist die zweitgrößte Darstellung eines Elefanten auf der Welt nach dem Glaselefanten in Hamm, Deutschland und eine National Historic Landmark.

## Geschichte

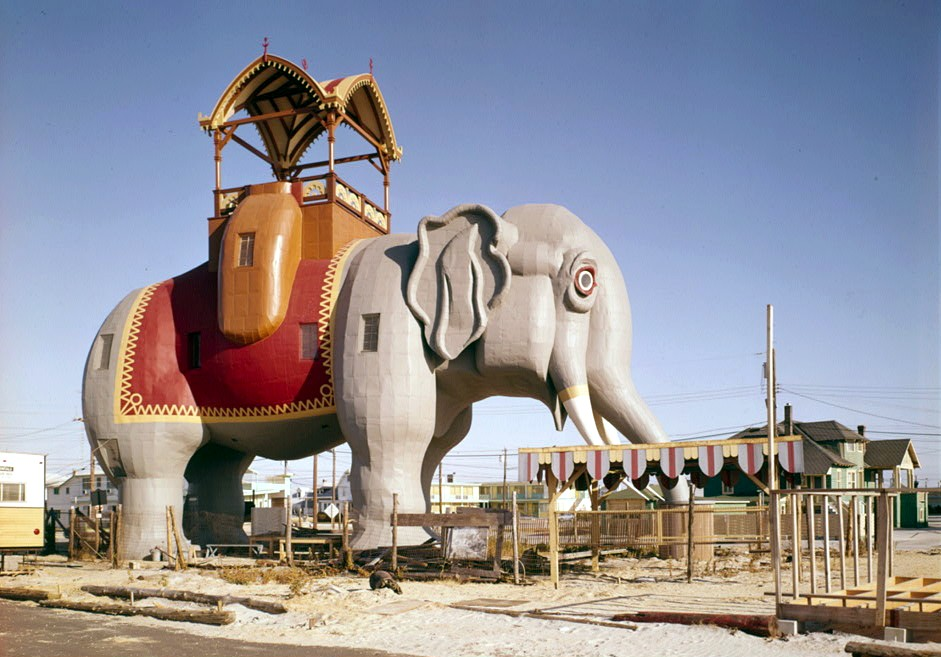
Lucy 1977

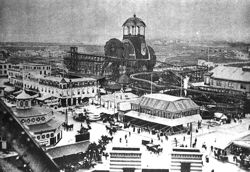
Der Elephant Colossus

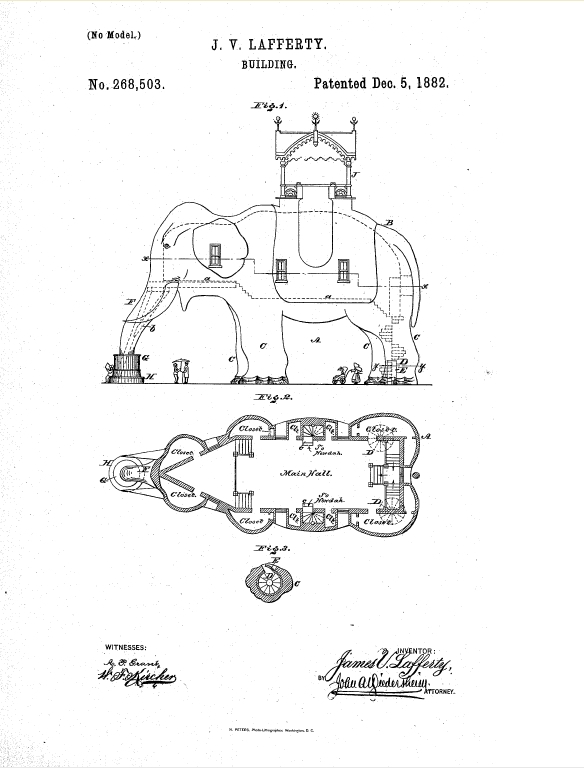
Laffertys Patent von 1882

Lucy, die bis 1900 den Namen Elephant Bazaar trug, wurde 1881 von James V. Lafferty gebaut. Dieser verfolgte mit dem ungewöhnlichen Bauwerk das Ziel, Touristen von Atlantic City nach Margate abzuziehen. Das hölzerne Bauwerk an der Ecke Atlantic und South Decatur Avenue ist sechs Stockwerke hoch und kann aus einer Entfernung von acht Meilen mit dem bloßen Auge gesehen werden. Das Bauwerk wurde in seiner Entstehungszeit als so ungewöhnlich angesehen, dass Lafferty ein Patent erhielt, das ihm allein siebzehn Jahre lang das Recht zusprach, tiergestaltige Gebäude zu errichten. 
Er nutzte dieses Privileg, indem er zunächst den Elephantine Colossus, der auch als Elephant Hotel bekannt war, auf Coney Island errichtete. Der Elephantine Colossus war ungefähr doppelt so groß wie Lucy. Einer seiner Füße enthielt einen Zigarrenladen, im Rumpf waren Hotelzimmer untergebracht und auf dem Rücken gab es eine Aussichtsplattform. Doch der Elephantine Colossus wurde 1896 bei einem Brand zerstört.
1884, im Jahr des Weiße-Elefanten-Krieges, baute Lafferty The Light of Asia, ein weiteres elefantengestaltiges Gebäude. Es stand in Cape May in New Jersey und wurde schon vor der Jahrhundertwende wieder abgerissen.
In den 1960er Jahren war Lucy dem Verfall preisgegeben. 1969 bildete sich das Save Lucy Committee um Edwin T. Carpenter. Dieser Gruppe gelang es, Lucy zu restaurieren und an einem neuen Standort wieder zu errichten. Im Mai 1976 erhielt Lucy den Status eines National Historic Landmarks.

## Nutzung
Lucy wurde im Laufe der Jahre unterschiedlich genutzt. Sie diente als Amtsgebäude und Büro, aber auch als Restaurant und Kneipe, die während der Zeit der Prohibition geschlossen wurde. 1902 war sie an eine englische Familie vermietet, die sie als eine Art Badekabine nutzte. 
Heute kann sie besichtigt werden; man gelangt über eine Wendeltreppe in einem ihrer Hinterbeine in ihr Inneres. Dort sind Exponate zur Geschichte des Bauwerks zu sehen. Die Aussichtsplattform auf dem Gebäude bietet einen Blick auf den Atlantik.

## Sonstiges

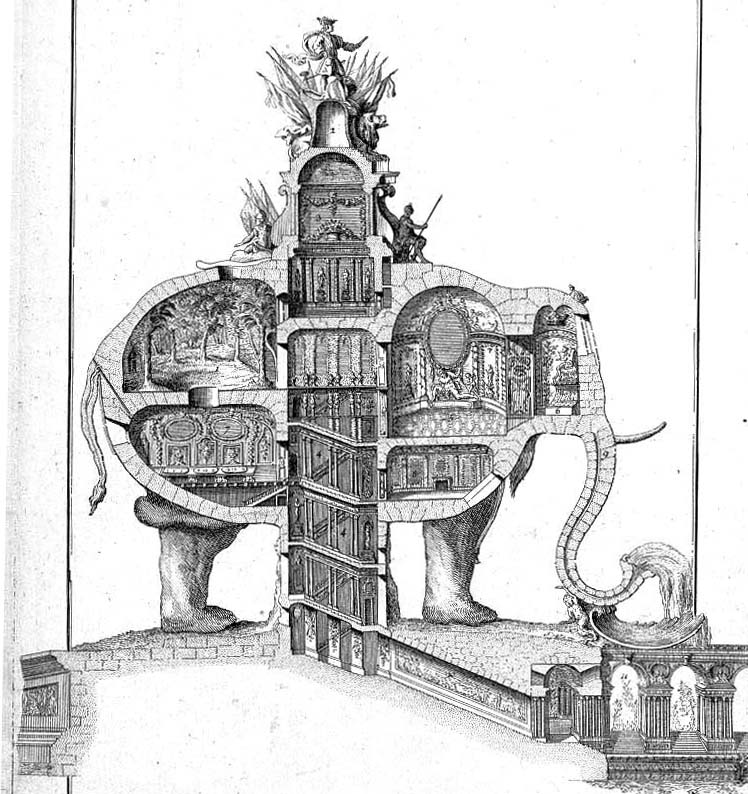
Ribarts éléphant triomphal (1758)

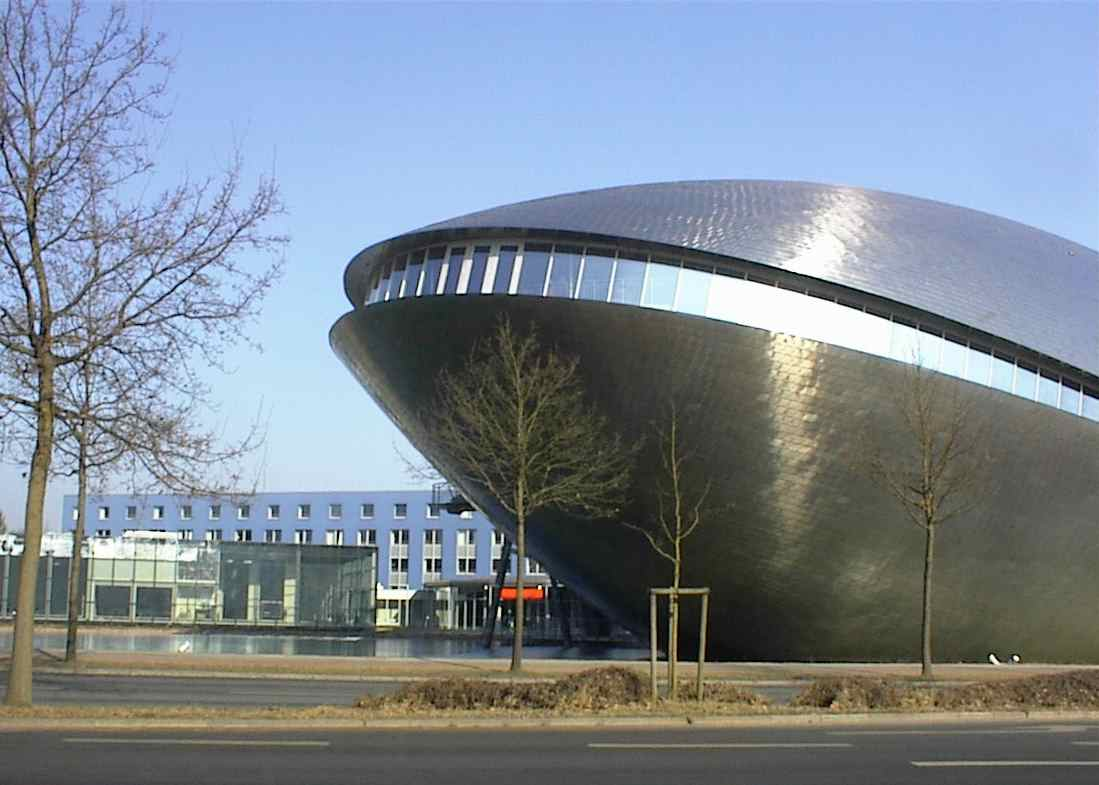
Universum Bremen

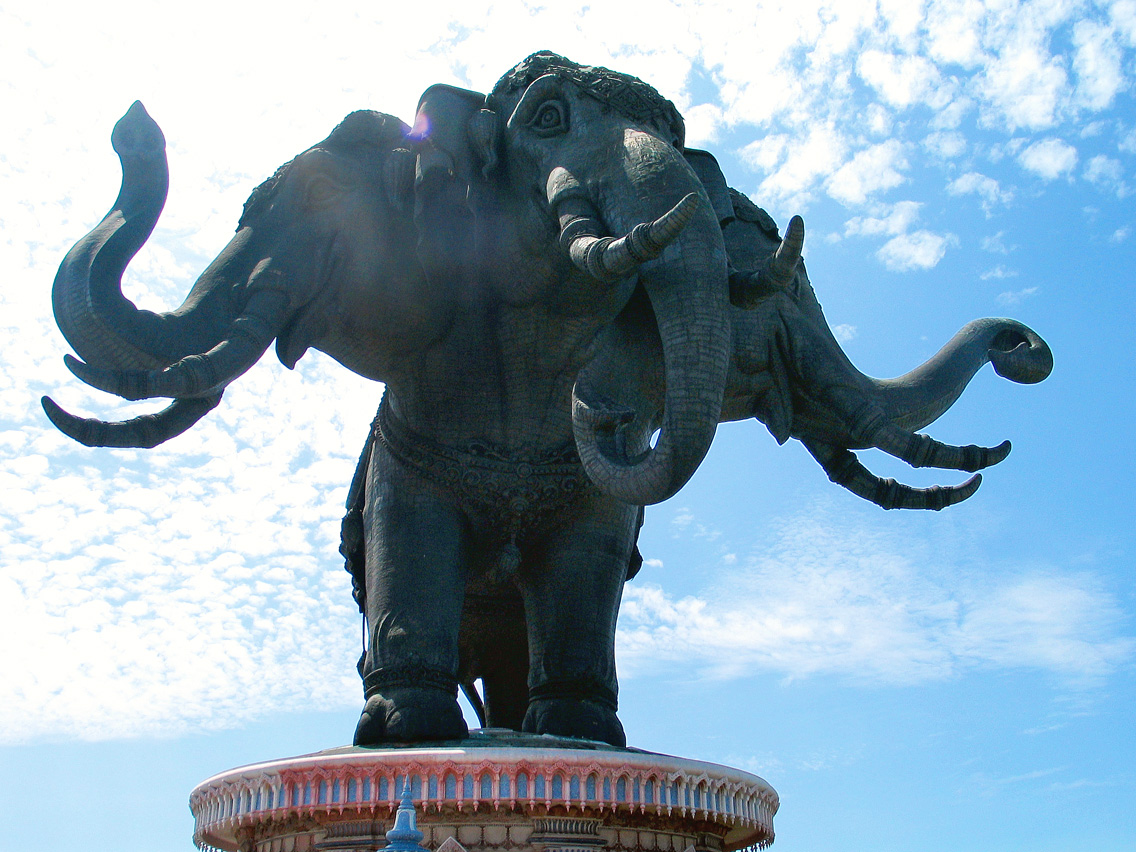
Der Erawan in Samut Prakan

Lafferty war nicht der erste Mensch, der auf die Idee kam, einen begehbaren Elefanten zu bauen. Schon im 18. Jahrhundert plante der Franzose Charles Ribart den Bau eines éléphant triomphal an der Stelle, an der heute der Arc de Triomphe steht. Der éléphant triomphal wäre über ein Treppenhaus unter dem Bauch zu betreten gewesen und hätte mehrere Räume enthalten. Abwässer wären über den Rüssel entsorgt worden. Anders als Laffertys drei Elefantenbauten hätte der éléphant triomphal keine offene Houda auf seinem Rücken getragen. Ribarts Pläne wurden abgelehnt und das Vorhaben niemals verwirklicht. 
Bauten in Tiergestalt werden mitunter errichtet, um Museen und ähnliche Institutionen aufzunehmen. So befindet sich in Knies Kinderzoo in Rapperswil ein begehbarer Wal, in dem die Aquarien des Zoos untergebracht sind. Das Universum Bremen erinnert ebenfalls an einen Wal oder eine riesige Muschel.
Das Erawan-Museum in Samut Prakan in Thailand ist von einem begehbaren, 39 Meter langen mythischen dreiköpfigen Elefanten aus Stein bekrönt. Im Maximilianpark in Hamm gibt es eine Plastik „Gläserner Elefant“ mit Aufzug und Aussichtsplattform.